# Liste der Städte in North Carolina nach Einwohnerzahl

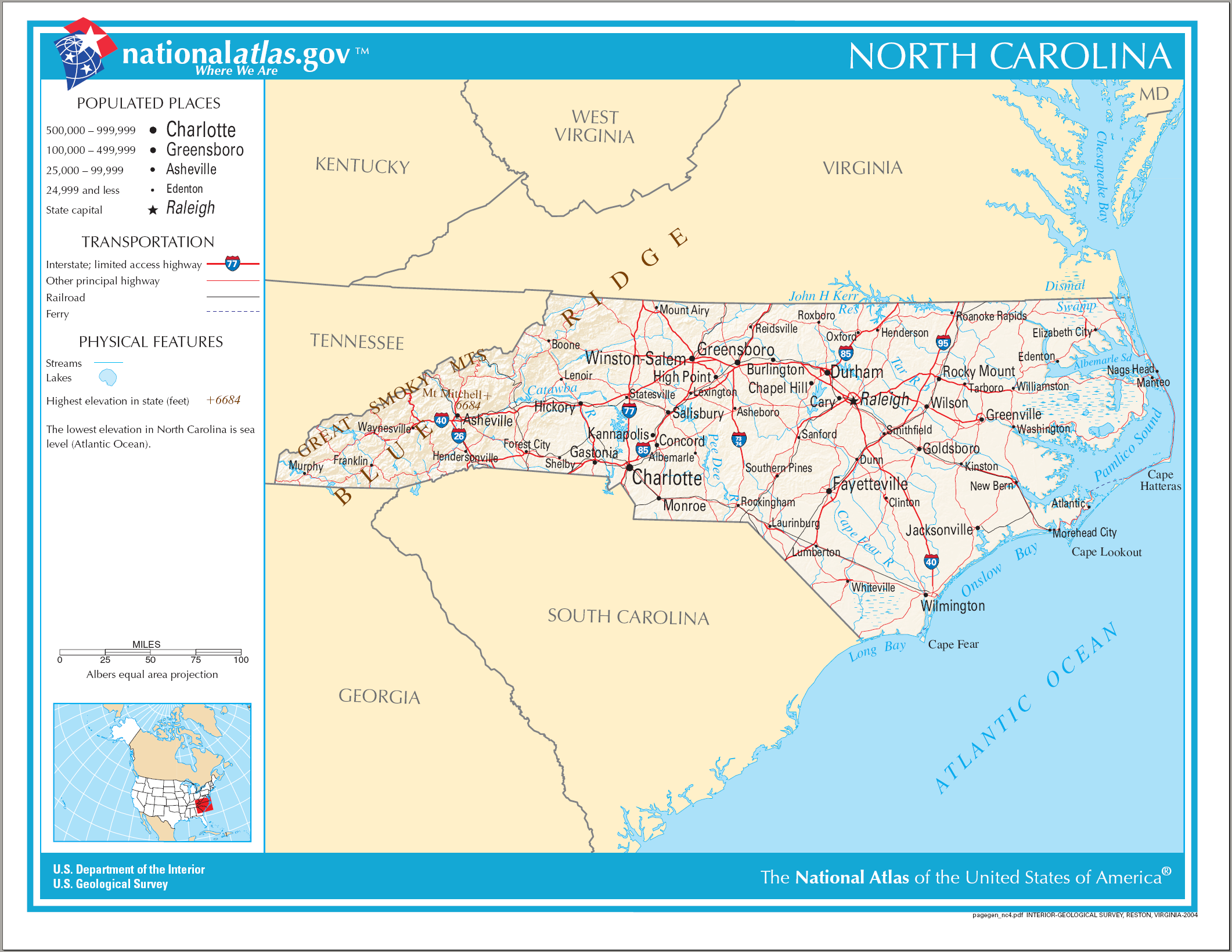
Karte North Carolinas

Die Liste der Städte in North Carolina nach Einwohnerzahl enthält alle Orte im US-Bundesstaat North Carolina sortiert nach ihrer Einwohnerzahl, die mindestens eine Bevölkerung von 40.000 aufweisen. Hauptstadt des Staates ist Raleigh, die von der Einwohnerzahl her zweitgrößte Stadt North Carolinas.
Stand 1. Juli 2017
| Rang | Stadt         | County                                | Einwohnerzahl |
| ---- | ------------- | ------------------------------------- | ------------- |
| 1    | Charlotte     | Mecklenburg                           | 859.035       |
| 2    | Raleigh       | Wake, Durham                          | 464.758       |
| 3    | Greensboro    | Guilford                              | 290.222       |
| 4    | Durham        | Durham                                | 267.743       |
| 5    | Winston-Salem | Forsyth                               | 244.605       |
| 6    | Fayetteville  | Cumberland                            | 209.889       |
| 7    | Cary          | Wake                                  | 165.904       |
| 8    | Wilmington    | New Hanover                           | 119.045       |
| 9    | High Point    | Guilford, Forsyth, Randolph, Davidson | 111.513       |
| 10   | Greenville    | Pitt                                  | 92.156        |
| 11   | Concord       | Cabarrus                              | 92.067        |
| 12   | Asheville     | Buncombe                              | 91.902        |
| 13   | Gastonia      | Gaston                                | 76.593        |
| 14   | Jacksonville  | Onslow                                | 72.447        |
| 15   | Chapel Hill   | Orange, Durham                        | 59.862        |
| 16   | Huntersville  | Mecklenburg                           | 56.212        |
| 17   | Rocky Mount   | Nash, Edgecombe                       | 54.523        |
| 18   | Burlington    | Alamance                              | 53.077        |
| 19   | Apex          | Wake                                  | 50.451        |
| 20   | Wilson        | Wilson                                | 49.348        |
| 21   | Kannapolis    | Cabarrus, Rowan                       | 48.806        |
| 22   | Wake Forest   | Wake, Franklin                        | 42.269        |
| 23   | Hickory       | Catawba                               | 40.611        |

## Quelle
- CityPopulation.de